# Tōru Araiba
Tōru Araiba (jap. 新井場 徹, Araiba Tōru; * 12. Juli 1979 in der Präfektur Osaka) ist ein ehemaliger japanischer Fußballspieler.

## Karriere
Araiba erlernte das Fußballspielen in der Jugendmannschaft von Gamba Osaka. Seinen ersten Vertrag unterschrieb er 1997 bei Gamba Osaka. Der Verein spielte in der höchsten Liga des Landes, der J1 League. Für den Verein absolvierte er 140 Erstligaspiele. 2004 wechselte er zum Ligakonkurrenten Kashima Antlers. Mit dem Verein wurde er 2007, 2008 und 2009 japanischer Meister. Für den Verein absolvierte er 262 Erstligaspiele. 2013 wechselte er zum Ligakonkurrenten Cerezo Osaka. Für den Verein absolvierte er 21 Erstligaspiele. Ende 2014 beendete er seine Karriere als Fußballspieler.

## Erfolge
Kashima Antlers
- J1 League: 2007, 2008, 2009

- J.League Cup: 2011, 2012

- Kaiserpokal: 2007, 2010

- Japanischer Supercup: 2009, 2010